# Stati Uniti d'America ai Giochi della XXVI Olimpiade
Gli Stati Uniti d'America parteciparono ai Giochi della XXVI Olimpiade, svoltisi ad Atlanta, Stati Uniti, dal 19 luglio al 4 agosto 1996, con una delegazione di 646 atleti impegnati in trentuno discipline.

## Medaglie
| Medaglia | Nome        | Sport         | Evento           |
| -------- | ----------- | ------------- | ---------------- |
| Oro      | Stati Uniti | Calcio        | Torneo femminile |
| Oro      | Stati Uniti | Pallacanestro | Torneo maschile  |
| Oro      | Stati Uniti | Pallacanestro | Torneo femminile |

## Risultati

### Calcio
- Uomini

| Atleta | Classifica |                        |
| --- | --- | ---------------------- |
| V · D · M Nazionale olimpica statunitense · Calcio ai Giochi Olimpici Estivi 1996 1 Keller · 2 McKeon · 3 Walsh · 4 Pope · 5 Peay · 6 Lalas · 7 Baba · 8 Kirovski · 9 Wood · 10 Reyna · 11 Joseph · 12 Pollard · 13 Hejduk · 14 Maisonneuve · 15 Vargas · 16 Smith · 17 Silvera · 18 Snitko · CT : Arena | 10° |                        |
| Nazionale olimpica statunitense · Calcio ai Giochi Olimpici Estivi 1996 | |                        |
| 1 Keller · 2 McKeon · 3 Walsh · 4 Pope · 5 Peay · 6 Lalas · 7 Baba · 8 Kirovski · 9 Wood · 10 Reyna · 11 Joseph · 12 Pollard · 13 Hejduk · 14 Maisonneuve · 15 Vargas · 16 Smith · 17 Silvera · 18 Snitko · CT: Arena                                                                                    | 1 Keller · 2 McKeon · 3 Walsh · 4 Pope · 5 Peay · 6 Lalas · 7 Baba · 8 Kirovski · 9 Wood · 10 Reyna · 11 Joseph · 12 Pollard · 13 Hejduk · 14 Maisonneuve · 15 Vargas · 16 Smith · 17 Silvera · 18 Snitko · CT: Arena | Stati Uniti (bandiera) |

- Donne

| Atleta | Classifica |                        |
| --- | --- | ---------------------- |
| V · D · M Nazionale statunitense femminile · Calcio ai Giochi Olimpici Estivi 1996 1 Scurry · 2 Harvey · 3 Parlow · 4 Overbeck · 5 Roberts · 6 Chastain · 7 Wilson · 8 MacMillan · 9 Hamm · 10 Akers · 11 Foudy · 12 Gabarra · 13 Lilly · 14 Fawcett · 15 Venturini · 16 Milbrett · 17 Cromwell · 18 Staples Bryan · 20 Webber · CT : DiCicco | Oro |                        |
| Nazionale statunitense femminile · Calcio ai Giochi Olimpici Estivi 1996 | |                        |
| 1 Scurry · 2 Harvey · 3 Parlow · 4 Overbeck · 5 Roberts · 6 Chastain · 7 Wilson · 8 MacMillan · 9 Hamm · 10 Akers · 11 Foudy · 12 Gabarra · 13 Lilly · 14 Fawcett · 15 Venturini · 16 Milbrett · 17 Cromwell · 18 Staples Bryan · 20 Webber · CT: DiCicco                                                                                     | 1 Scurry · 2 Harvey · 3 Parlow · 4 Overbeck · 5 Roberts · 6 Chastain · 7 Wilson · 8 MacMillan · 9 Hamm · 10 Akers · 11 Foudy · 12 Gabarra · 13 Lilly · 14 Fawcett · 15 Venturini · 16 Milbrett · 17 Cromwell · 18 Staples Bryan · 20 Webber · CT: DiCicco | Stati Uniti (bandiera) |

### Pallacanestro
- Uomini

| Atleta | Classifica |
| --- | ---------- |
| V · D · M Nazionale statunitense - Pallacanestro ai Giochi della XXVI Olimpiade - Torneo maschile 4 Barkley · 5 Hill · 6 Hardaway · 7 Robinson · 8 Pippen · 9 Richmond · 10 Miller · 11 Malone · 12 Stockton · 13 O'Neal · 14 Payton · 15 Olajuwon · All. Lenny Wilkens | Oro        |
| Nazionale statunitense - Pallacanestro ai Giochi della XXVI Olimpiade - Torneo maschile |            |
| 4 Barkley · 5 Hill · 6 Hardaway · 7 Robinson · 8 Pippen · 9 Richmond · 10 Miller · 11 Malone · 12 Stockton · 13 O'Neal · 14 Payton · 15 Olajuwon · All. Lenny Wilkens                                                                                                   |            |

- Donne

| Atleta | Classifica |
| --- | ---------- |
| V · D · M Nazionale statunitense - Pallacanestro ai Giochi della XXVI Olimpiade - Torneo femminile 4 Edwards · 5 Staley · 6 Bolton · 7 Swoopes · 8 Azzi · 9 Leslie · 10 McGhee · 11 Steding · 12 McClain · 13 Lobo · 14 Lacy · 15 McCray · All. Tara VanDerveer | Oro        |
| Nazionale statunitense - Pallacanestro ai Giochi della XXVI Olimpiade - Torneo femminile |            |
| 4 Edwards · 5 Staley · 6 Bolton · 7 Swoopes · 8 Azzi · 9 Leslie · 10 McGhee · 11 Steding · 12 McClain · 13 Lobo · 14 Lacy · 15 McCray · All. Tara VanDerveer |            |

### Pallanuoto
| Atleta | Classifica |                        |
| --- | --- | ---------------------- |
| V · D · M Nazionale maschile statunitense di pallanuoto · Giochi olimpici - Atlanta 1996 Arroyo • Barnhart • Duplanty • Evans • Everist • Hackett • Humbert • Kopp • Laster • McNair • Oeding • Rousseau • Wigo · CT : Richard Corso | 7° |                        |
| Nazionale maschile statunitense di pallanuoto · Giochi olimpici - Atlanta 1996 | |                        |
| Arroyo • Barnhart • Duplanty • Evans • Everist • Hackett • Humbert • Kopp • Laster • McNair • Oeding • Rousseau • Wigo · CT: Richard Corso                                                                                           | Arroyo • Barnhart • Duplanty • Evans • Everist • Hackett • Humbert • Kopp • Laster • McNair • Oeding • Rousseau • Wigo · CT: Richard Corso | Stati Uniti (bandiera) |